# Drago Prgomet
Drago Prgomet (Žeravac kod Dervente, 23. svibnja 1965.) medicinski je stručnjak, specijalist otorinolaringolog, subspecijalist plastične kirurgije glave i vrata, redoviti profesor Medicinskog fakulteta u Zagrebu, predstojnik Klinike za bolesti uha, nosa i grla i kirurgiju glave i vrata Kliničkog bolničkog centra Zagreb i bivši političar, predsjednik je Gradske skupštine Grada Zagreba od travnja 2019. godine.

## Životopis
Rođen je u mnogobrojnoj obitelji kao šesto od sedmero djece. Otac mu je umro kada je imao 7 godina tako da je majka preuzela svu brigu za odgoj djece. Medicinu je diplomirao u Banjoj Luci 1990. godine kao prvi student u generaciji,[nedostaje izvor] a potom (uz polaganje nekih diferencijalnih ispita) također i na Medicinskom fakultetu u Zagrebu.

#### Profesionalna karijera
Specijalizaciju iz otorinolaringologije je počeo u Medicinskom centru Slavonski Brod, a završio na Klinici Šalata 1996. godine. Magistrirao je 1994. godine a doktorirao 1996. na Medicinskom fakultetu Sveučilišta u Zagrebu. U Klinici za ORL Šalata radi od 2000. godine. Izabran je za predstojnika Klinike 2006. godine i trenutačno (veljača 2023.) obnaša u kontinuitetu istu dužnost. Interesi djelovanja su kirurgija tumora glave i vrata, kirurgija štitnjače, plastično rekonstruktivni postupci na glavi i vratu. Pod njegovim vođenjem Klinika je preseljena iz dotrajalih prostora Šalate u novouređeni prostor na Rebru čime ova Klinika postaje najveća i najznačajnija ORL klinika u Hrvatskoj.[nedostaje izvor] Osnivač je i voditelj Centra za tumore KBC Zagreb 2020. godine. Bio je pročelnik Katedre za ORL Medicinskog fakulteta u Zagrebu (2011. – 2013.), osnivač i predsjednik Hrvatskog društva za tumore glave i vrata (od 2011. godine). Bio je predsjednikom Upravnog odbora Croatian Medical Journal (2001-2011). Gost urednik je niza domaćih i međunarodnih časopisa. Bio je predsjednikom Hrvatskog društva za ORL i kirurgiju glave i vrata (2008-2010). Objavio je preko 300 znanstvenih i stručnih radova, objavio 26 poglavlja u udžbenicima te urednik 11 domaćih i međunarodnih knjiga, monografija i udžbenika i održao preko 200 predavanja na stručnim skupovima. Mentor je 14 doktorskih disertacija.

#### Domovinski rat
Dragovoljac domovinskog rata od ljeta 1991 godine. Bio je pripadnik 108. brigade ZNG-a, kasnije načelnik saniteta brigade i načelnik saniteta OG Istočna Posavina 1992. godine. Prilikom evakuacije ranjenika tijekom oslobodilačke akcije oslobađanja područja na Novogradiškom bojištu ranjen je u minskom polju. Pričuvni je brigadir Hrvatske vojske. Osnivač je i prvi predsjednik Hrvatskog društva za vojnu medicinu (1999. godine). Objavio je 2014. godine knjigu novela iz Domovinskog rata "Sakupljači gelera".

#### Politička karijera
Dugogodišnji član HDZ-a, bio je od 2003. do 2006. zastupnik u Hrvatskom saboru (5. saziv). Na 15. Općem saboru HDZ-a 25. svibnja 2012. izabran je za zamjenika predsjednika te političke stranke. Prgomet je svoju kandidaturu za mjesto zamjenika predsjednika HDZ-a istaknuo zajedno s Milanom Kujundžićem kao kandidatom za predsjednika stranke. Zbog nesuglasica njega i predsjednika stranke Tomislava Karamarka i neslaganja s Karamarkovom tvrdom nacionalističkom politikom,[nedostaje izvor] 27. veljače 2015. dao je ostavku na dužnost i napustio stranku.
U rujnu 2015. pristupio je kao nezavisni kandidat Mostu nezavisnih lista, no u studenom prekidaju suradnju. Na izborima 2017 bio je kandidat HDZ-a za gradonačelnika grada Zagreba, kada gradonačelnik ponovno postaje Milan Bandić. Od 2019. do 2020. bio je predsjednik gradske skupštine grada Zagreba.
Drago Prgomet osnovao je 23. studenoga 2015. političku stranku HRID koja je dotad djelovala kao udruga.
Na sjednici Visokog suda časti HDZ-a 1. rujna 2016. donesena je odluka o povratku Milana Kujundžića i Drage Prgometa u stranku.